# Компанейские числа
Компанейские числа — это числа, чьи аликвотные суммы формируют циклические последовательности, которые начинаются и заканчиваются одним и тем же числом. Являются обобщением совершенных чисел и дружественных чисел. Первые две компанейские последовательности или компанейские цепи были обнаружены и названы бельгийским математиком Полом Пуле в 1918 году. В компанейской последовательности каждое число является суммой собственных делителей предыдущего числа, то есть эта сумма исключает само предыдущее число.
Период последовательности или порядок множества компанейских чисел(также каждого числа из этого множества) — это количество чисел в этом цикле.
Если период последовательности равен 1, то число является компанейским числом порядка 1 или совершенным числом, например, собственные делители 6 равны 1, 2 и 3, их сумма равна 6. Пара дружественных чисел — это множество компанейских чисел порядка 2, состоящее, соответственно из двух элементов. Нет известных компанейских чисел порядка 3.
У всех ли чисел аликвотные последовательности рано или поздно замыкаются на компанейском числе конечного порядка, либо попадают на простое (и, следовательно, замыкаются на 1), или, что то же самое, существуют ли числа, аликвотная последовательность которых никогда не заканчивается и, следовательно, растет неограниченно, — это открытый вопрос математики.

## Пример
Пример с периодом 4:
Сумма собственных делителей {\displaystyle 1264460} ({\displaystyle =2^{2}\cdot 5\cdot 17\cdot 3719}) это:
1 + 2 + 4 + 5 + 10 + 17 + 20 + 34 + 68 + 85 + 170 + 340 + 3719 + 7438 + 14876 + 18595 + 37190 + 63223 + 74380 + 126446 + 252892 + 316115 + 632230 = 1547860
Сумма собственных делителей {\displaystyle 1547860} ({\displaystyle =2^{2}\cdot 5\cdot 193\cdot 401}) это:
1 + 2 + 4 + 5 + 10 + 20 + 193 + 386 + 401 + 772 + 802 + 965 + 1604 + 1930 + 2005 + 3860 + 4010 + 8020 + 77393 + 154786 + 309572 + 386965 + 773930 = 1727636
Сумма собственных делителей {\displaystyle 1727636} ({\displaystyle =2^{2}\cdot 521\cdot 829}) это:
1 + 2 + 4 + 521 + 829 + 1042 + 1658 + 2084 + 3316 + 431909 + 863818 = 1305184
Сумма собственных делителей {\displaystyle 1305184} ({\displaystyle =2^{5}\cdot 40787}) это:
1 + 2 + 4 + 8 + 16 + 32 + 40787 + 81574 + 163148 + 326296 + 652592 = 1264460.

Таким образом аликвотная последовательность числа 1264460 — это 1547860, 1727636, 1305184, 1264460, 1547860…

## Количества циклов из известных компанейских чисел
Классификация всех известных компанейских чисел по состоянию на ноябрь 2015 года по длине соответствующей аликвотной последовательности:
| Длина последовательности | Количество последовательностей   |
| ------------------------ | -------------------------------- |
| 1 (Совершенные числа)    | 51 (на 2019 год)                 |
| 2 (Дружественные числа)  | 1 226 882 139 (на 2018 год)      |
| 4                        | 1581 (на июнь 2017)              |
| 5                        | 1 (порождается числом 12496)     |
| 6                        | 5                                |
| 8                        | 4                                |
| 9                        | 1 (порождается числом 805984760) |
| 28                       | 1 (порождается числом 14316)     |

## Поиск компанейских чисел с помощью теории графов
Аликвотная последовательность может быть представлена в виде ориентированного графа {\displaystyle G_{n,s}}, для заданного {\displaystyle n}, где {\displaystyle s(k)} — сумма собственных делителей {\displaystyle k}.
Цикл в {\displaystyle G_{n,s}} представляет собой компанейские числа в интервале {\displaystyle [1,n]}. Два особых случая — это петли, представляющие собой совершенные числа и циклы длиной два, представляющие дружественные пары.